# Kate Plus Ten (1938)
Kate Plus Ten (übersetzt „Kate und 10“) ist ein britischer Kriminalfilm von Reginald Denham aus dem Jahr 1938. Das Drehbuch stammt von Jeffrey Dell und Jack Hulbert und baut auf dem gleichnamigen Roman von Edgar Wallace auf (dt. „Käthe und ihre 10“). In den Vereinigten Staaten erschien der Film unter dem Titel Queen of Crime, in Deutschland wurde er nicht gezeigt.

## Handlung
Inspector Mike Pemberton ermittelt gegen eine Gangsterbande und findet heraus, dass diese von der Sekretärin Kate Westhanger geleitet wird. Sie ist die Chefin der Bande und organisiert zahlreiche Raubzüge und andere Verbrechen. Nach einem Einbruch in der Bank von Lord Flamborough, bei dem Unterlagen für einen Goldtransport gestohlen werden, schließt Pemberton auf ein weiteres geplantes Verbrechen der Bande. Er kann Kate allerdings nicht festnehmen, da diese bereits verschwunden ist. Kurz darauf wird der Goldtransport entführt und Pemberton kann Kate Westhanger in einem stillgelegten Bergwerk stellen. Ihre Bande hatte sie dort zurückgelassen, nachdem sie sie betrügen wollte, und die Goldbarren auf einen Lastwagen umgeladen. Gemeinsam mit Kate verfolgt Pemberton die Bande mit dem Zug und blockiert so einen Bahnübergang, wo er sie aufhalten kann.

## Kritiken
Joachim Kramp und Jürgen Wehnert zitieren in ihrem Das Edgar Wallace Lexikon von 2004 eine Kritik des Monthly Film Bulletin von 1961 zum Film, in der dieser als „ein sehenswerter Thriller in einer beschwingten Machart“ bezeichnet wurde.

## Belege
1. ↑  
„Kate Plus 10.“ In: Joachim Kramp, Jürgen Wehnert: Das Edgar Wallace Lexikon. Leben, Werk, Filme. Es ist unmöglich, von Edgar Wallace nicht gefesselt zu sein! Verlag Schwarzkopf & Schwarzkopf, Berlin 2004; S. 346–347. ISBN 3-89602-508-2.
2. ↑  
Kritik vom Monthly Film Bulletin vom April 1938, zitiert nach „Kate Plus 10.“ In: Joachim Kramp, Jürgen Wehnert: Das Edgar Wallace Lexikon. Leben, Werk, Filme. Es ist unmöglich, von Edgar Wallace nicht gefesselt zu sein! Verlag Schwarzkopf & Schwarzkopf, Berlin 2004; S. 346–347. ISBN 3-89602-508-2.